# Weschati-Bekati
Weschati-Bekati ist die Bezeichnung eines altägyptischen Dekans, der drei Dekan-Sterne umfasste. Dieser Dekan war in die zwei untergeordneten Einzeldekane Weschati und Bekati geteilt.
Der auffälligste Stern ist hierbei der bläulich-weiße Hadar im Sternbild Zentaur. In den Dekanlisten der Sethos-Schrift repräsentierten Weschati sowie Bekati am Leib der Nut den sechsten Dekan.
Der heliakische Aufgang war für den 26. Schemu II angesetzt und hatte als Datierungsgrundlage die verfügte Anordnung unter Sesostris III. (12. Dynastie) in dessen siebtem Regierungsjahr.